# Eliseo Verón
Eliseo Verón (Buenos Aires, 12 de junio de 1935- Ibídem, 15 de abril de 2014) fue un semiólogo, sociólogo y antropólogo argentino. 

## Biografía
Se formó en la Universidad de Buenos Aires. Se inició en la docencia universitaria siendo aún estudiante, enseñando filosofía y sociología desde 1957. En 1961 obtuvo la Licenciatura en Filosofía en la Universidad de Buenos Aires. 

### Actividad académica
Luego de licenciarse, obtuvo una beca del CONICET para estudiar en Laboratorio de Antropología Social del Collège de France con Claude Lévi-Strauss. En 1962 asiste a un seminario de Roland Barthes en la École pratique des hautes études, donde descubre la semiología saussuriana, de la que después se apartaría. Verón reconoce a Lévi-Strauss como su principal referente en este período. Verón estuvo a cargo de la primera traducción al español de la Antropología estructural de Lévi-Strauss.
Al regresar a la Argentina, fue profesor del Departamento de Sociología de la UBA y dirigió el Centro de Investigaciones Sociales del Instituto Di Tella (1967-68), profesor de Psicología Social en la Universidad Nacional del Litoral y profesor de Sociología en la Universidad del Salvador.
En 1970 obtuvo la beca Guggenheim. Se radicó en Francia, donde vivió hasta 1995. Dictó clases en varias universidades francesas (París, Burdeos, Bayona) y en 1985 obtuvo su diploma de Doctor de Estado en la Universidad de París VIII Vincennes-Saint-Denis. Fue profesor de la Sorbona entre 1987 y 1992.
Entre 1970 y 1978 fue presidente de la Asociación Argentina de Semiótica. En 1974 fundó en Buenos Aires, junto a Oscar Steimberg, Juan Carlos Indart y Oscar Traversa la revista LENGUAjes, publicación que implicó la introducción de la semiótica en la Argentina, la delimitación del lenguaje y los géneros contemporáneos como objetos de estudio. 
En 1995 regresó a la Argentina y dirigió el posgrado en Ciencias de la Comunicación en la Universidad Hebrea Argentina Bar Illán. Dentro de esta misma disciplina dictó cursos en la Universidad Nacional de Rosario, la Universidad Nacional del Sur y la Universidad de San Andrés. Entre 2000 y 2006 dirigió la Maestría de Periodismo de la Universidad de San Andrés, proyecto conjunto con el Grupo Clarín y la Universidad de Columbia.

### Actividad profesional
En 2001, Eliseo Verón fue jurado de la primera temporada de Gran Hermano en la televisión argentina. 
Fue asesor de campaña de Eduardo Duhalde durante las Elecciones presidenciales de Argentina de 2011.
De 2011 a 2014 fue colaborador permanente del Diario Perfil.

El 28 de agosto de 2013, participó como amicus curiae del Grupo Clarín, en la audiencia de la Suprema Corte de Justicia de Argentina para analizar la constitucionalidad de la nueva Ley de Servicios de Comunicación Audiovisual/Ley de Medios, sobre la cual Verón se manifestó en contra. 
Falleció el 15 de abril de 2014, a los 78 años. 

## Obra
La contribución epistemológica de Eliseo Verón, que se ha colocado resueltamente "en la intersección de las disciplinas", sigue siendo fundamental para las ciencias de la información y la comunicación. Verón propuso una distinción entre las sociedades de medios modernas caracterizadas por medios asimilados erróneamente a los "espejos" de la realidad y sociedades mediadas posmodernas (donde todas las prácticas culturales están estructuradas en relación directa con la existencia de los medios). Una cita de Verón: 
La cuestión del espacio-tiempo del significado es un problema específico que siempre me ha interesado, porque me parece que la mayoría de las teorías no tienen en cuenta la materialidad del significado. Antes que nada, el signo es una configuración sensorial. En este contexto, también me interesa el cuerpo, el papel de las configuraciones sensoriales y materiales en el funcionamiento del significado.

### Modelo semioantropológico
Un ejemplo de la perspectiva semioantropológica diseñada por Verón es un libro que publicó en 1981 bajo el título Construire l'événement, traducida al español como Construir el acontecimiento. Los medios de comunicación y el accidente de Three Mile Island (1983). En este trabajo monográfico, el autor está interesado en un conocido accidente que ocurrió en una central nuclear de Pensilvania en marzo de 1979. El autor centra su atención en el tratamiento mediático del caso en la radio, en los periódicos y en la televisión francesa. Nos muestra en detalle que los periodistas y editores, después de una rápida instalación del tema, utilizan procesos retóricos progresivos que tienden a dramatizar el caso, especialmente por uso de un vocabulario alarmista (desastre, evacuación, pánico...) o el uso de un principio de asociación con otros acontecimientos que ocurren en las noticias. De hecho, lo que el autor evidencia sobre este caso es que el discurso de los medios a veces merece ser sospechoso de falta de legitimidad y objetividad. Pero los propios medios también pueden cuestionar su propia legitimidad y objetividad cuando se trata de un tema de actualidad.

## Libros
- Conducta, estructura y comunicación (1968)
- Imperialismo, lucha de clases y conocimiento: 25 años de sociología en la Argentina (1974)
- A produçao de sentido (São Paulo, 1980)
- Construire l'événement (1981)
- Construir el acontecimiento (1983). Edición en castellano de Construire l'événement, traducida por Horacio Verbitsky.
- Perón o muerte: los fundamentos discursivos del fenómeno peronista (1986). En colaboración con Silvia Sigal.
- La semiosis social. Fragmentos de una teoría de la discursividad (1988)
- Espaces du livre (1989)
- Semiosis de lo ideológico y del poder (1995)
- Esto no es un libro (1999)
- Efectos de agenda (1999)
- El cuerpo de las imágenes (2001)
- Espacios mentales. Efectos de agenda 2 (2002)
- Fragmentos de un tejido (2004)
- La semiosis social 2. Ideas, momentos, interpretantes (2013)

## Reconocimientos
- 1970, fue nombrado Guggenheim Fellow por la Fundación Guggenheim.
- 2006, Premio Konex de Platino por su aporte a la teoría lingüística y literaria.
- 2006, fue nombrado doctor honoris causa por la Universidad Nacional de Rosario.